# Betty Valderrama
Betty Valderrama (Girardota, Antioquia, 2 de julio de 1936-Bogotá, 11 de marzo de 1994) fue una actriz colombiana de radio, televisión y teatro.
Betty Valderrama estudió hasta cuarto de bachillerato y sin su grado pudo hacer dos años Derecho de la Sede Principal de la Universidad Libre (Colombia). Comenzó su carrera en la televisión en 1954. Participó, entre otros, en Teatro Coltevisión, Teatro Popular Caracol, Caso juzgado, Teatro Cinevisión y Dialogando. Durante esta época,

## Filmografía
- El milagro de sal, en 1958.
- Adorada enemiga, en 1963.
- Las hijas de Elena, en 1964.
- La sombra de un pecado, en 1970.
- Manuela (telenovela colombiana), entre 1975 y 1976.
- Un largo camino, en 1977.
- Mamagay, en 1977.
- El caballero de Rauzán, en 1978.
- La marquesa de Yolombó, en 1978.
- Bolívar, en 1980.
- El hijo de Ruth, en 1982.
- El lío, en 1984.
- La viuda de Blanco, en 1996.